# Культурная компетентность
Коэффициент культурного развития (англ. cultural quotient, CQ) — термин, используемый в бизнесе, образовании, правительственных делах и научных исследованиях. Под культурной компетентностью может пониматься способность адаптации и эффективной работы в различных культурах. Изначально, термин «культурная компетентность» и аббревиатура «CQ» были выведены в ходе исследования Суна Анга и Линн Ван Дина, которое было посвящено основным способам измерения и прогнозирования кросс-культурной производительности.
Термин появился относительно недавно: первые определения и исследования понятий были даны П. Кристофером Эрли и Суном Ангом в книге «Культурная образованность: индивидуальные взаимодействия между культурами» (2003) и более детально разработан позднее Дэвидом Ливермором в книге «Развитие кросс-культурной компетентности». Концепция связана с кросс-культурной компетенцией, но, в действительности, выходит за рамки кросс-культурных способностей как составляющая интеллекта, которую можно измерить и развить. Согласно Эрли, Ангу и Ван Дину, культурная компетентность может быть определена как «способность человека адаптироваться при взаимодействии с представителями разных культурных регионов» и имеет поведенческие, мотивационные и метакогнитивные аспекты". Без культурной компетентности, как деловые, так и военные деятели, стремящиеся привлечь иностранцев, склонны к зеркальному отражению.
Культурная компетентность или CQ измеряется по шкале, аналогичной той, что используется для измерения коэффициента интеллекта индивидуума (IQ). Люди с более высоким CQ рассматривается как обладающие большей способностью успешного адаптирования в любой среде, используя более эффективные методы ведения дел, чем люди с более низким CQ. Уровень CQ измеряется с помощью академически утверждённой системы оценки, созданной Линн Ван Дином и Суном Ангом. Как самооценка, так и оценка со стороны доступны через Центр культурной компетентности в Восточном Лансинге, штате Мичиган, и Центр предоставляет CQ-шкалу другим академических исследователям на безвозмездной основе. Исследования показывают, что по уровню CQ можно предсказать поведение человека в кросс-культурных условиях. Исследования культурной компетентности были упомянуты и оценены экспертами в более чем семидесяти научных журналах. Исследование и применение культурной компетентности обеспечивается за счёт Центра культурной компетентности в США и Наньянг бизнес-школы в Сингапуре.

## Четыре возможности CQ
Анг, Ван Дин, и Ливермор описывают четыре возможности CQ: мотивацию (CQ Drive), познание (CQ Knowledge), метапознание (CQ Strategy) и поведение (CQ Action). Оценка CQ показывает результаты всех четырёх возможностей, а также ряд вспомогательных показателей для каждой возможности. Четыре возможности вытекают из подхода, основанного на развитости индивида, к кросс-культурному регулированию и производительности.
- Мотивация (CQ-Drive) — заинтересованность человека и его уверенность в эффективном функционировании в условиях кросс-культурности. Это включает в себя: собственный интерес — получение удовольствия от культурной разнообразия, внешней интерес — извлечения выгод из опыта, полученного от культурного разнообразия, самоэффективность — ощущение уверенности в эффективном функционировании в кросс-культурной среде.
- Познание (CQ-Knowledge) — знание человека о сходстве и различии культур. Оно включает в себя: бизнес — знание экономических и правовых систем, межличностное общение — знания о ценностях, нормах социального взаимодействия и религиозных убеждениях, социальная лингвистика — знания о правилах языков и правилах невербальных поведения.
- Метапознание (CQ-Stratagy) — понятие, которое означает то, как человек извлекает для себя смысл из перенесённого опыта кросс-культурного взаимодействия. Это происходит, когда люди делают выводы о своих собственных процессах мышления и процессах других. Это включает:

Осведомленность — знания о чьих-либо существующих культурных наследиях;
Планирование — разработка стратегии до столкновения с культурным разнообразием;
Проверку — проверка предположения и корректировки ментальной карты, когда фактический опыт отличается от ожиданий.
- Поведение (CQ-Action) — возможность человека адаптировать вербальное и невербальное поведение, чтобы сделать её уместным в разных культурах. Это предполагает наличие разностороннего репертуара поведенческих реакций, которые подходят в различных ситуациях. Оно включает в себя: невербальное — изменения невербального поведения (например, жесты, мимика), вербальное — модификации словесного поведения (например, акцент, тон).

Дополнительные исследования культурной компетентности ведётся учёными по всему миру, в том числе исследования организаций культурной компетентности, корреляции между нейронаукой и развитием культурной компетентности, а также ситуационных решений суда и оценки CQ.

## Культурная компетентность в деловой сфере
Культурная компетентность, также известная в бизнесе, как «коэффициент культурного развития» или «CQ», — это теория в рамках менеджмента и организационной психологии, утверждающая, что понимание влияния культурных традиций индивидуума на его поведение имеет важное значение для эффективного бизнеса, и измеряющая способность человека успешно взаимодействовать в любой среде или социальной обстановке.
Кристофер Эрли и его жена Элейн Мосаковски в октябре 2004 года подняли проблему культурной компетентности в журнале Harvard Business Review. CQ получила признание в деловых кругах: CQ учит стратегиям для улучшения культурного восприятия, с целью отличить поведение, обусловленное культурой, от индивидуального поведения, предполагая, что знание этого и понимание разницы позволяет достичь лучших результатов в бизнес-практике.
CQ развивается посредством:
познавательных средств: голова (изучение вашей собственной культуры, а также всего культурного разнообразия);
физических средств: тело (использование собственных чувств и адаптация своих движений и языка тела, с целью вписаться в общество);
мотивационных средств: эмоции (повышение самооценки и получение награды от принятия в сообщество и успешной деятельности в нём).

## Культурная компетентность в политической сфере
Культурная компетентность относится к познавательным, мотивационным и поведенческим возможностям, цель которой являются понимание и эффективное реагирование на убеждения, ценности, отношения и поведение отдельных лиц и групп в сложных и меняющихся условиях для того, чтобы осуществить желаемое изменение.
Культурные знания и войны тесно связаны друг с другом культурной компетентностью, которая занимает центральное место в обеспечении успешных военных операций. Культура состоит из факторов, включая язык, общество, экономику, привычки, историю и религию. Для военных операций, культурная компетентность касается способности принимать решения, основанные на осознании этих факторов.
В военном смысле, культурная компетентность является сложным сочетанием антропологии, психологии, коммуникации, социологии, истории, и, прежде всего, военной доктрины.

### Дипломатические последствия
Дипломатия — это поведение государственных должностных лиц в ходе переговоров и другие отношения между народами. Использование культурной компетентности и других методов мягкой силы были одобрены и приняты в качестве основного инструмента управления государством, в отличие от более принудительных форм государственной власти; её дальнейшее развитие в настоящее время выделяется в качестве основного способа осуществления власти, в отличие от дорогих (политически и финансово) принудительных местодов, таких как военные действия или экономические санкции. Например, в 2007 году, министр обороны США Гейтс, Роберт призвал к «укреплению нашего потенциала для использования „мягкой“ силы и лучшему интегрированию её с „жесткой“ силой», заявив, что использование этих других инструментов «может сделать менее вероятным приоритетное использование военной силы, так как местные проблемы могут быть решены прежде, чем они перерастут в кризис». В своей речи в 2006 году, государственный секретарь США Кондолиза Райс призвала подобные акции в поддержку её доктрины «трансформационной дипломатии»; она выступила с подобной речью также в 2008 году.
Правительственные переговоры и другие дипломатические усилия могут быть значительно более эффективными, если изучение культуры народов высоко ценится и практикуется с мастерством. Джозеф Най, ведущий политолог, утверждает в своей книге, «Мягкая сила», что «страна может достичь желаемых результатов в мировой политике, потому что другие страны — восхищаясь её ценностями, подражая её примеру, стремясь к её уровню процветания и открытости — хотят следовать ей. В этом смысле, также важно установить повестку дня и привлекать другие страны в мировой политике, и не только для того, чтобы заставить их измениться, угрожая военной силой или экономическими санкциями. Эта мягкая сила — возникновение у других желания достичь результатов, которых хотите вы — заставляет людей кооперировать, а не принуждает их».
Эффекты, которые Най описывает в своей книге, гораздо более продуктивны, если есть готовность со стороны влияющего агента уважать и понимать культурный фон другого агента. Примером такой дипломатии было положение в Патриотическом акте США «осуждающем дискриминацию арабских и мусульманских американцев» в ответ на события 11 сентября 2001 года. Это положение обеспечивает защиту американских мусульман и арабов, различие между ними и теми, которые совершили эти теракты. Этот прецедент устанавливает отношение осознания и уважения мирных, законопослушных мусульман.
Однако культурная компетентность может быть использована для достижения противоположного эффекта. Непреднамеренный инцидент произошёл в 1968 году, когда президент Ричард Никсон блеснул OK-жестом руки, обращаясь к бразильцам, как только он сошёл со своего самолёта. Жест, который в Америке означает, что все хорошо, является эквивалентом среднего пальца в Бразилии — и непреднамеренным нарушением, которого можно было бы избежать, если бы Никсону было известно об этом культурном различии.